# Михайлово-Тезиково
Миха́йлово-Те́зиково (рос. Михайлово-Тезиково) — село складі Наровчатського району Пензенської області, Росія.
Населення — 140 осіб (2010; 129 у 2002).
Національний склад станом на 2002 рік:
- росіяни — 100 %